# Neasden
Neasden is een wijk in het Londense bestuurlijke gebied Brent, in de regio Groot-Londen.
In Neasden staat de grootste hindoeïstische tempel, buiten India: de Neasdentempel.

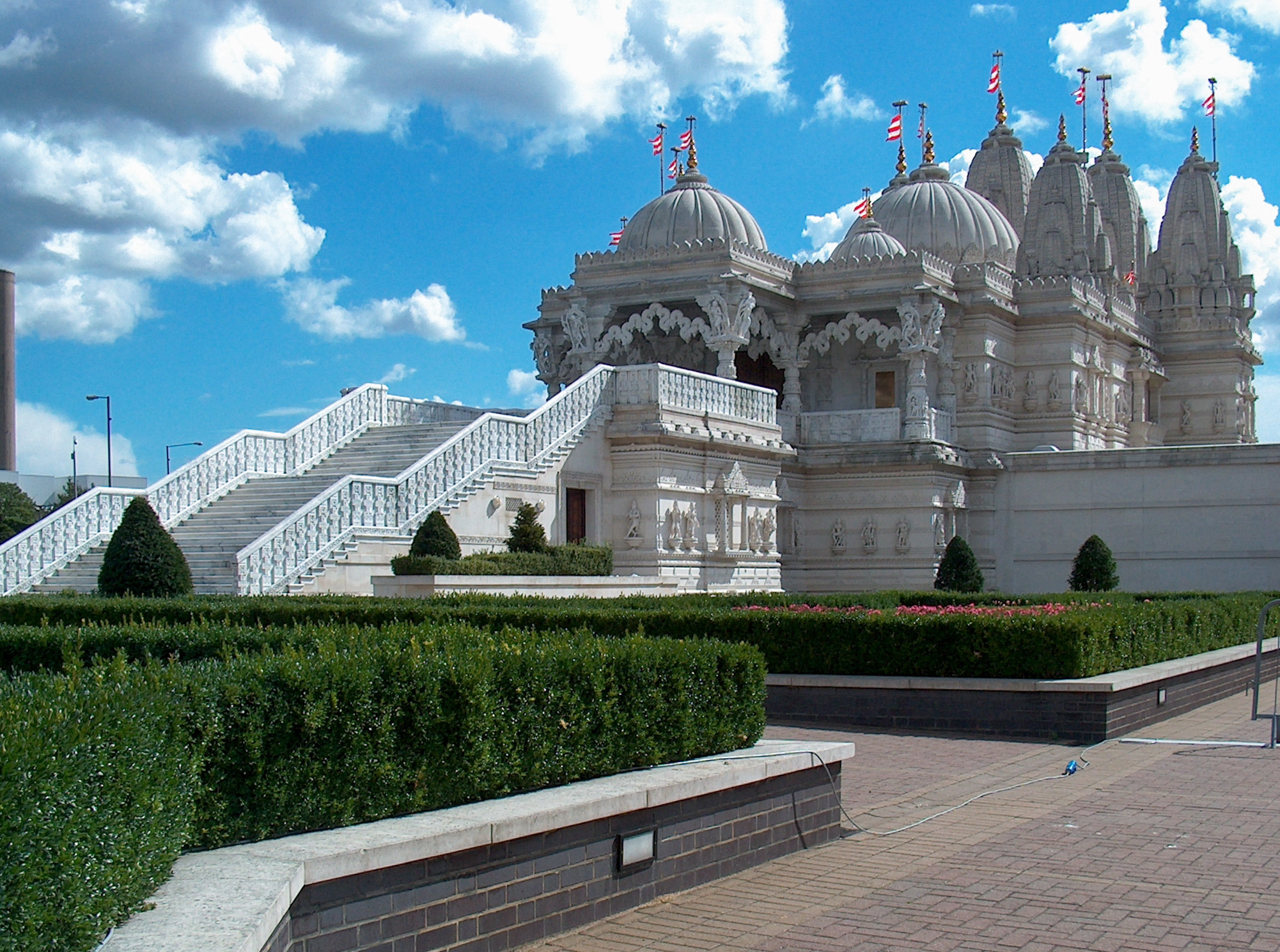
Hindoeïstische tempel in Neasden